# Chiesa della Madonna della Neve (La Forcora)
La chiesa della Madonna della Neve è un edificio religioso in località La Forcora a Maccagno con Pino e Veddasca, in provincia di Varese e arcidiocesi di Milano. Sorge nei pressi del passo della Forcora, a 1179 metri di quota sopra il borgo di Graglio.

## Storia
Il 6 giugno 1791 Giovanni Contini, parroco di Graglio, chiese alla Curia di Milano la possibilità di consacrare l'oratorio che lui stesso fece recuperare sull'alpeggio della Forcora, allo scopo di avere un luogo per il culto in estate, quando in quell'area gli allevatori facevano pascolare le loro greggi. Era una semplice cappella aperta dove di rado venivano officiate le celebrazioni.
Nel 1845 l'oratorio fu interessato da un importante intervento di ampliamento, che lo portò grosso modo alle forme odierne, eccezion fatta per il portichetto antistante la facciata, ancora assente. L'impostazione planimetrica consisteva in un'unica navata con annesso un presbiterio a pianta quadrata.
Intorno al 1845 Antonio Ciseri fu incaricato di affrescare un omaggio alla Madonna con Gesù bambino affiancata dai santi Rocco e Sebastiano sull'altare maggiore. Probabilmente la scelta dei personaggi raffigurati si deve all'epidemia di colera che colpì l'area del Verbano nel 1836.
Il portico venne realizzato tra il 1903 e il 1904 e contestualmente fu realizzata la sagrestia.
Nel 1954 fu rifatta la copertura e innalzato il campanile e nel 1967 la chiesa assunse la veste odierna: l'edificio fu scelto come sacrario delle Brigate Garibaldi e il portichetto fu decorato con iscrizioni e lapidi riportanti i nomi dei combattenti e i luoghi delle battaglie.

## Architettura
La struttura è in pietra legata con giunti di malta e le pareti sono tutte intonacate esternamente. La copertura è in piode e alla facciata è addossato un portico.
All'interno l'aula è a navata unica coperta con un tetto con capriate lignee a vist; il presbiterio a pianta quadrata è invece coperto a volte. Sull'altare maggiore si trova l'affresco raffigurante la Madonna con Gesù bambino tra i santi Rocco e Sebastiano attribuito ad Antonio Ciseri.